# مونوریل قم
مونوریل قم یک سامانه مونوریل در شهر قم و یکی از مسیرهای قطارشهری قم است که طبق اعلام استاندار قم در اردیبهشت ۱۴۰۳ تکمیل پروژه مونوریل قم توسط دولت سیزدهم نهایی شده‌است.مونوریل قم در دو مرحله ساخته خواهد شد که مرحله اول شامل ۶٫۲ کیلومتر، ۵ ایستگاه و یک دپو و مرحله‌ دوم شامل ۱۱٫۵ کیلومتر و ۷ ایستگاه است.

## تاریخچه
در مرداد ۱۳۸۸، پس از ماه‌ها مطالعات و پیگیری، کلنگ عملیات اجرایی نخستین مونوریل کشور در قم، به زمین زده شد. اما در همان ابتدای عملیات اجرایی پروژه، اما و اگرهای فراوانی پیرامون آن و حول مطالعات و مسیریابی صورت گرفته انجام شد که این مسائل تقریباً یکسال پروژه را با سرعت پایینی پیش برد، اما حدود یک سال بعد با حضور محمدحسین موسی‌پور در مسند استانداری قم، عزم ویژه‌ای بر سرعت بخشیدن به عملیات اجرایی مونوریل و تکمیل آن ایجاد شد.
با وجود عزم موسی‌پور در پیشبرد پروژه‌های عمرانی، سرعت‌بخشیدن به اجرای مونوریل حدود دو سال دوام داشت. در حالی که قرار بود این پروژه در سال ۱۳۹۰ به بهره‌برداری برسد اما با قد علم کردن ستون‌های آن، واکنش‌ها و موضع‌گیری‌ها نسبت به اجرای آن شدت گرفت تا جایی که تکمیل پروژه تحت‌الشعاع حواشی مرتبط با نحوه عبور از مقابل حرم  قرار گرفت و به نوعی باز هم سرعت پروژه کند شد. از همان ابتدای کار مباحث فراوانی درباره مطالعات و مسیریابی صورت گرفته ایجاد شد، ولی پس از یک سال با استانداری محمدحسین موسی‌پور کار سرعت بیشتری گرفته و با صرف هزینه زیاد ستون‌های مونوریل در نقاطی از شهر قد علم کردند. 
تا زمانی که مهر ابطال بر پروژه مونوریل قم زده شد، این پروژه متوقف ماند. تورم و افزایش قیمت ارز باعث شد اگر روزی مونوریل برای تکمیل شدن به ۱۰۰ یا ۲۰۰ میلیارد تومان اعتبار نیاز داشت به بیش از هزار میلیارد تومان برسد و دیگر هیچکس حاضر نباشد مسئولیت آن را برعهده بگیرد و سکوتی چند ساله در خصوص مونوریل قم شکل بگیرد.

## ایستگاه‌ها
خط ۲ متروی قم جمعاً ۸ ایستگاه دارد که به قرار زیر است:
| شماره | نام                                     | موقعیت                                | وضعیت   | بازگشایی |
| ----- | --------------------------------------- | ------------------------------------- | ------- | -------- |
| ۱     | ایستگاه پایانه (آزادراه خلیج فارس) (M1) | آزادراه تهران-قم، ابتدای بلوار زائر   | غیرفعال |          |
| ۲     | ایستگاه فرهنگیان (M2)                   | بلوار زائر، تقاطع بزرگراه امام علی(ع) | غیرفعال |          |
| ۳     | ایستگاه امام موسی صدر (M3)              | بلوار زائر، جنب ساختمان شهرداری قم    | غیرفعال |          |
| ۴     | ایستگاه رضوی (M4)                       | بلوار زائر، تقاطع بلوار رضوی          | غیرفعال |          |
| ۵     | ایستگاه شهید رجایی (M5)                 | بلوار زائر، پل رجایی                  | غیرفعال |          |
| ۶     | ایستگاه شهید مطهری (M6)                 | بلوار زائر، میدان مطهری               | غیرفعال |          |
| ۷     | ایستگاه حرم مطهر (M7)                   | بلوار زائر، حرم حضرت معصومه           | غیرفعال |          |
| ۸     | ایستگاه پردیسان (مصلی) (M8)             | بلوار زائر، بوستان حنانه              | غیرفعال |          |

## منابع

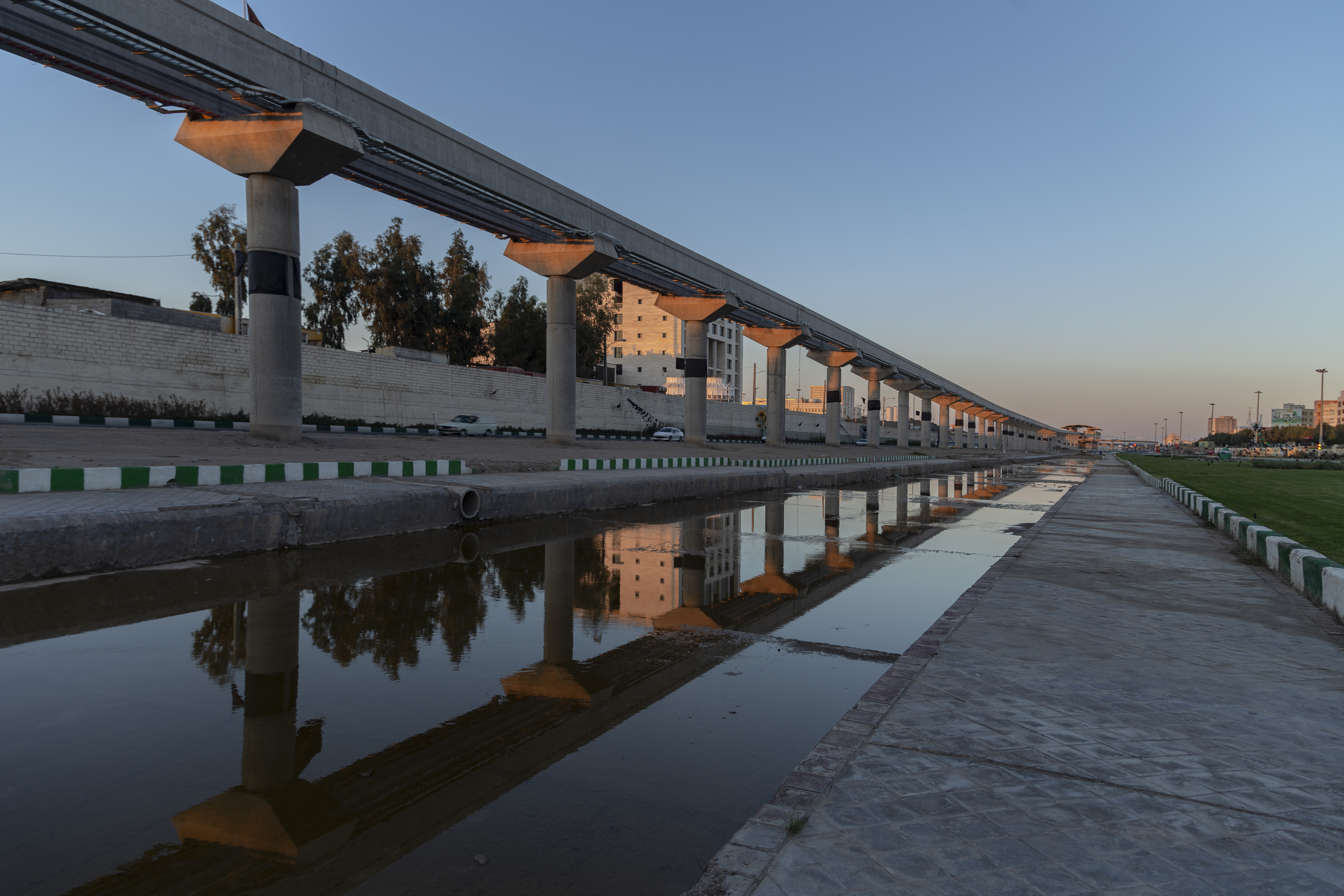
نمایی از پروژه مونوریل شهر قم و بستر رودخانه قمرود
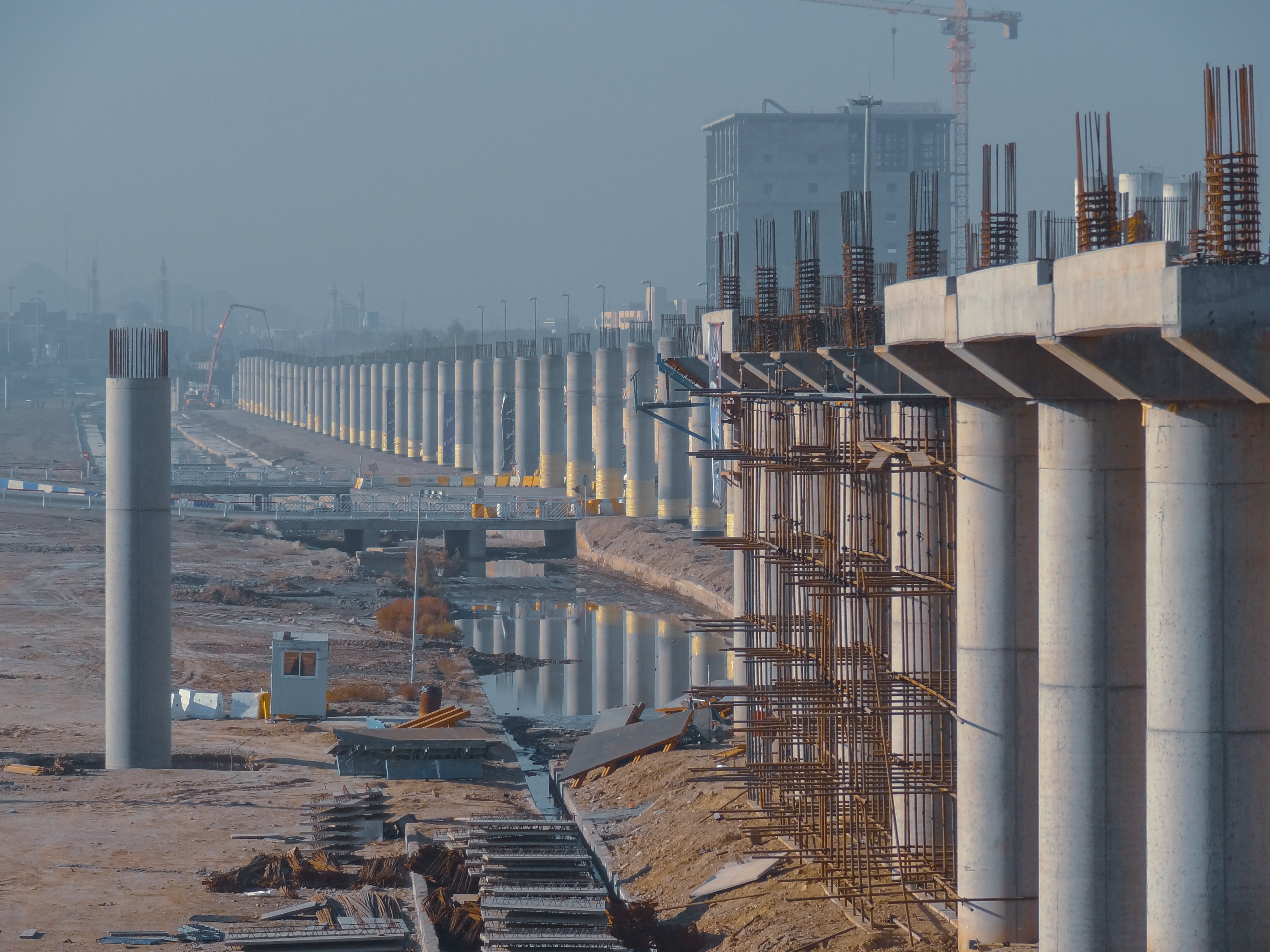
زیرساخت های پروژه مونوریل شهر قم
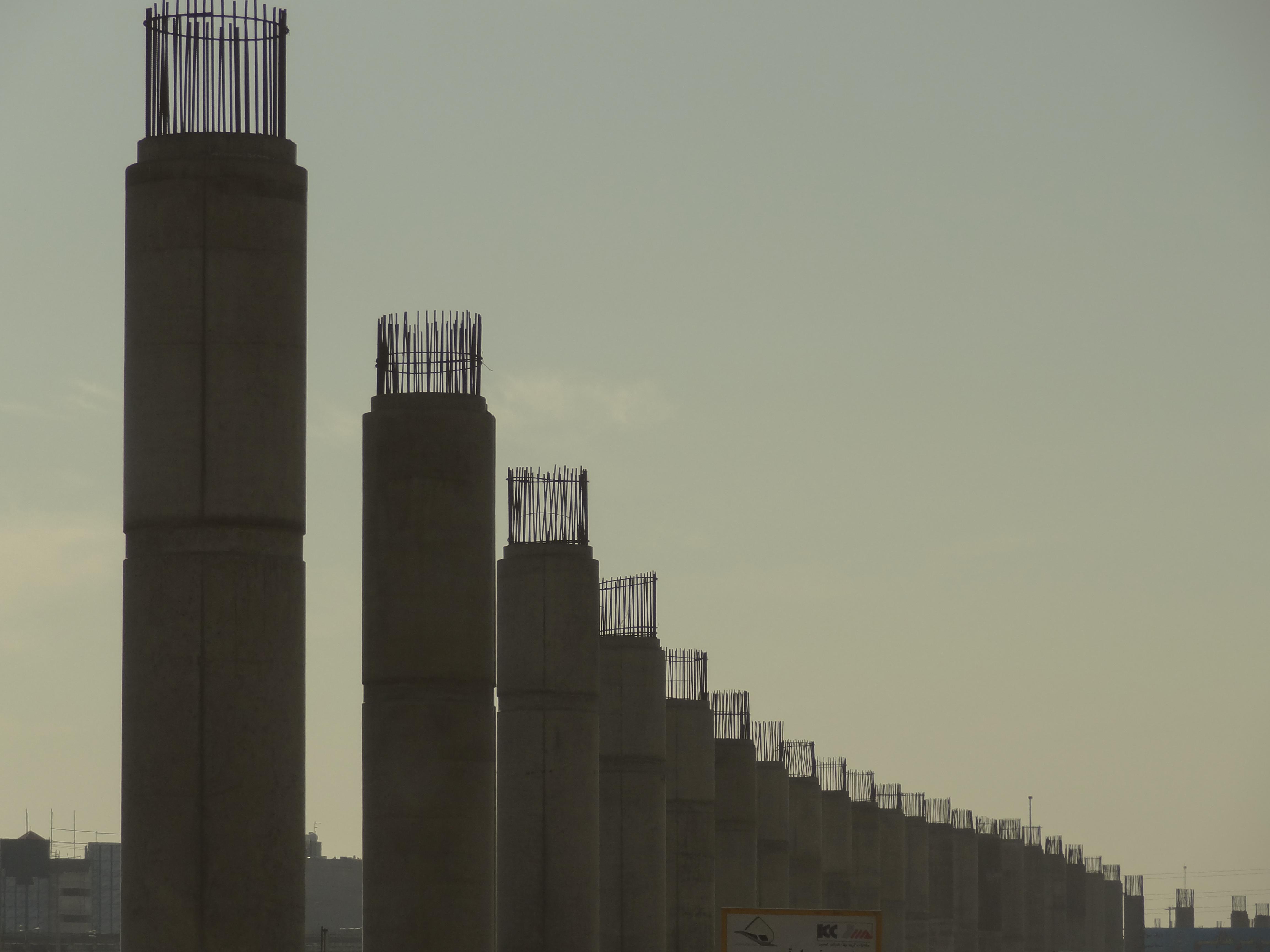
نمایی نیمه کاره از پروژه مونوریل قم
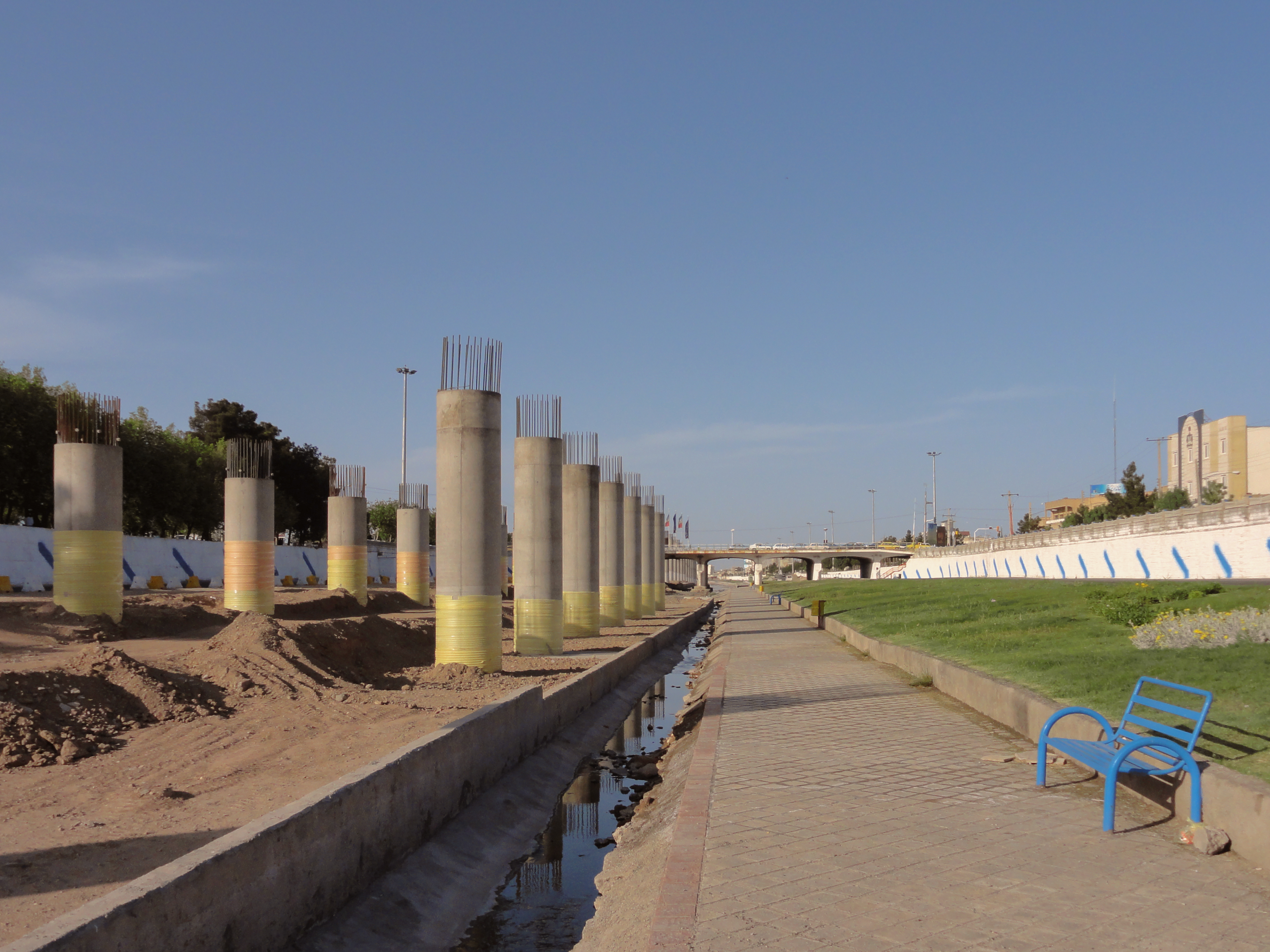
مسیر پیاده در بستر رودخانه و در حاشیه مونوریل
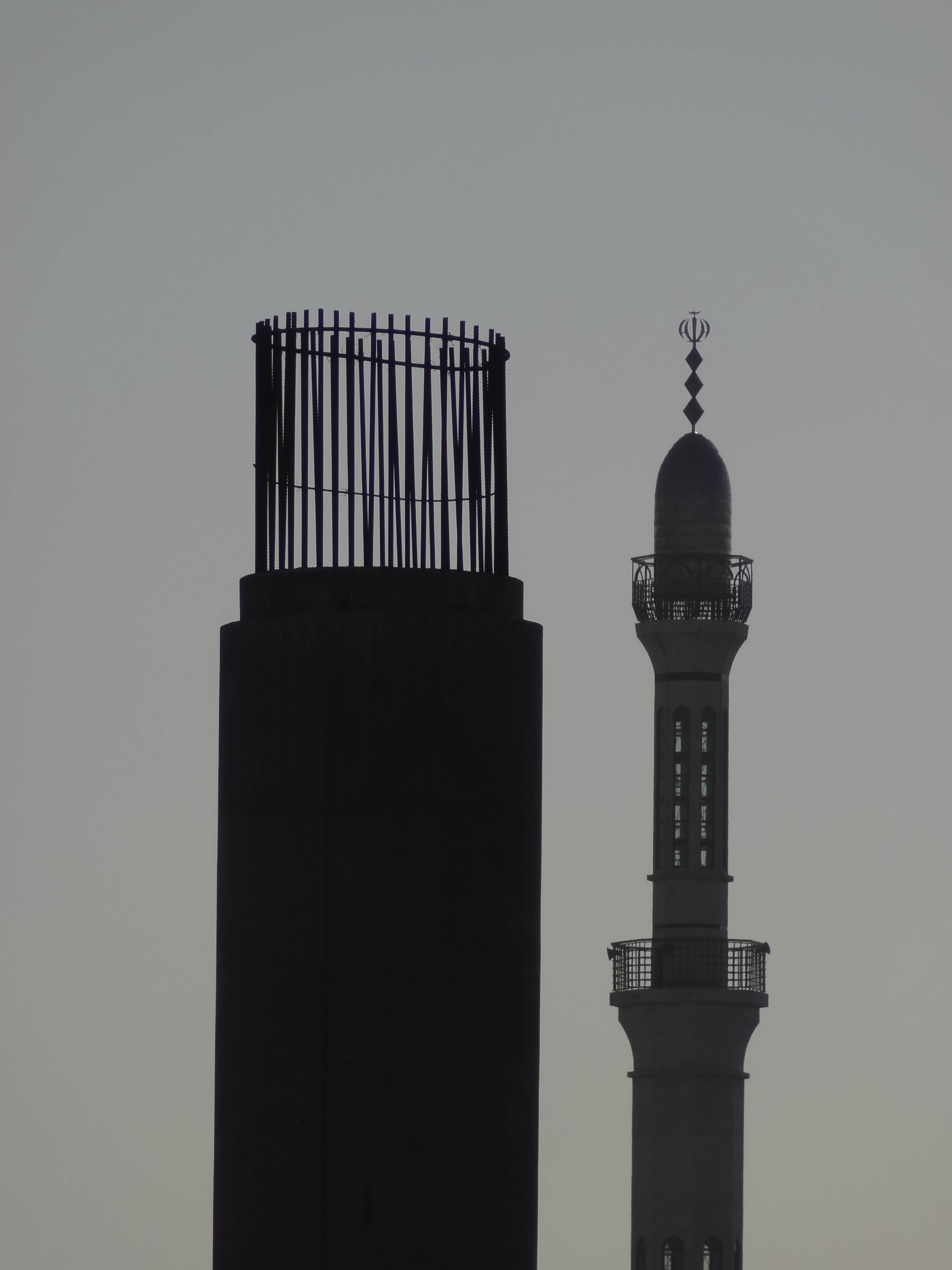
نمایی از ستون های مونوریل قم و گلدسته مصلی قدس
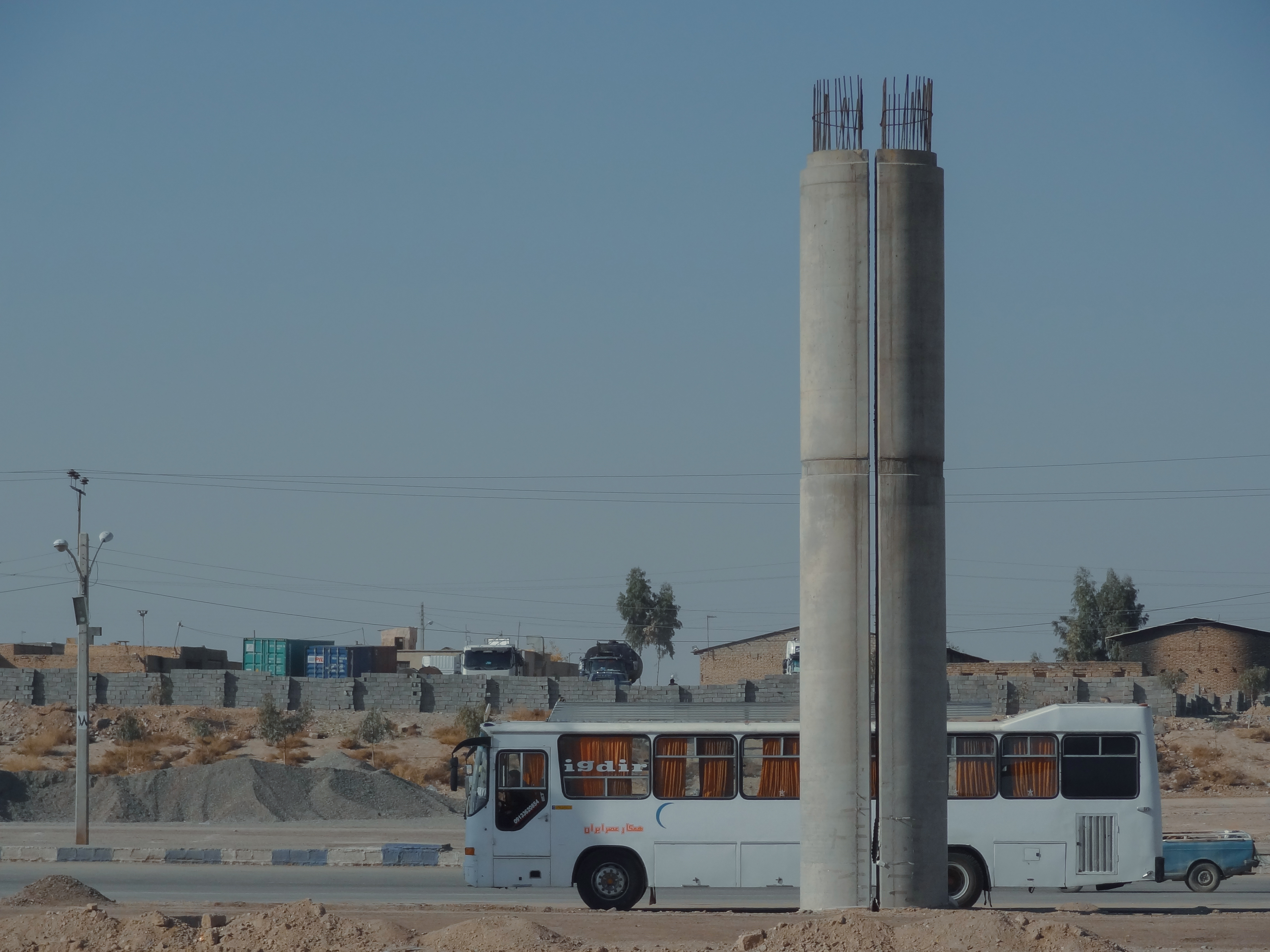
مسیر حمل و نقل ماشینی در حاشیه مونوریل قم
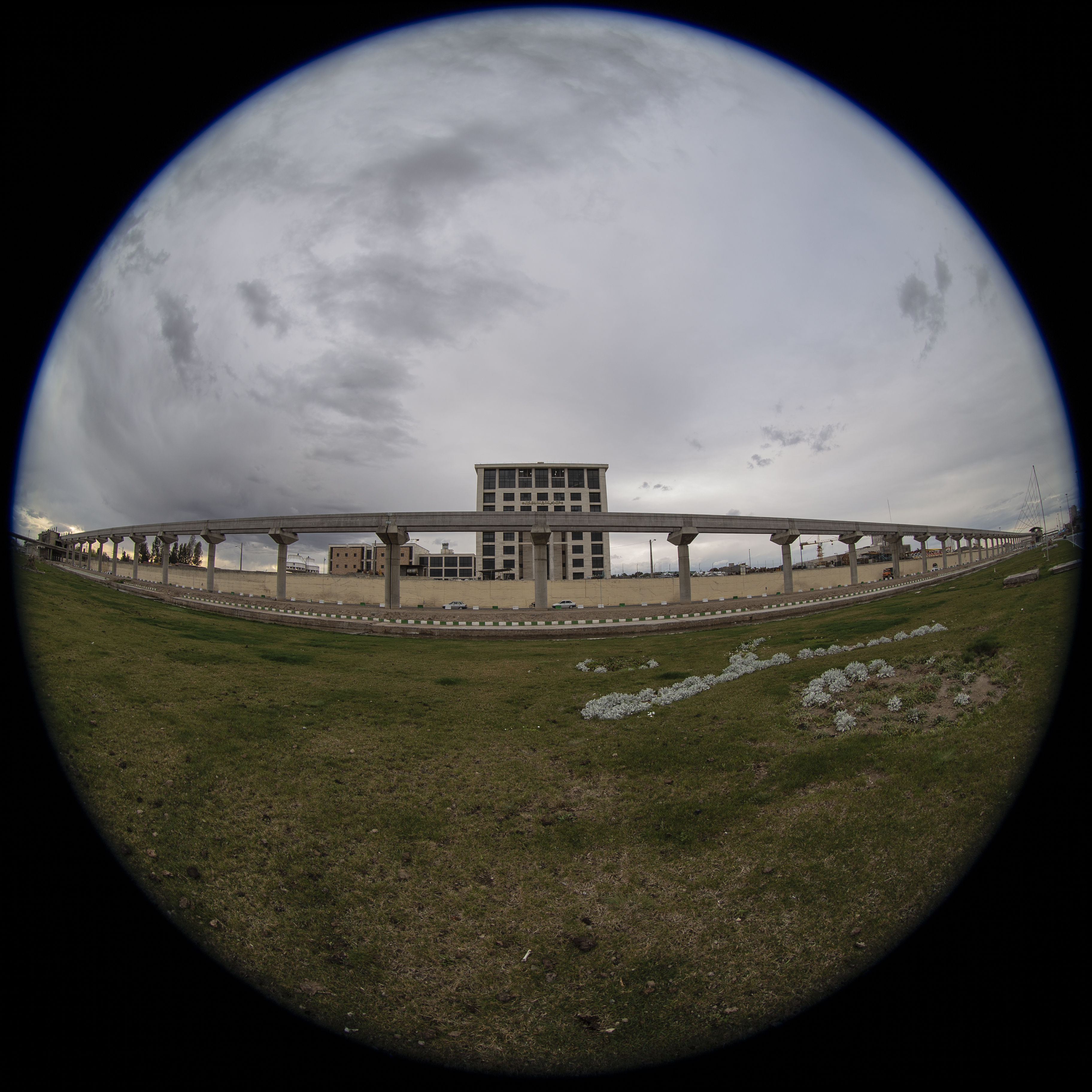
عکاسی با لنز چشم ماهی قم از پروژه عمرانی مونوریل شهر قم